# 望月百合子

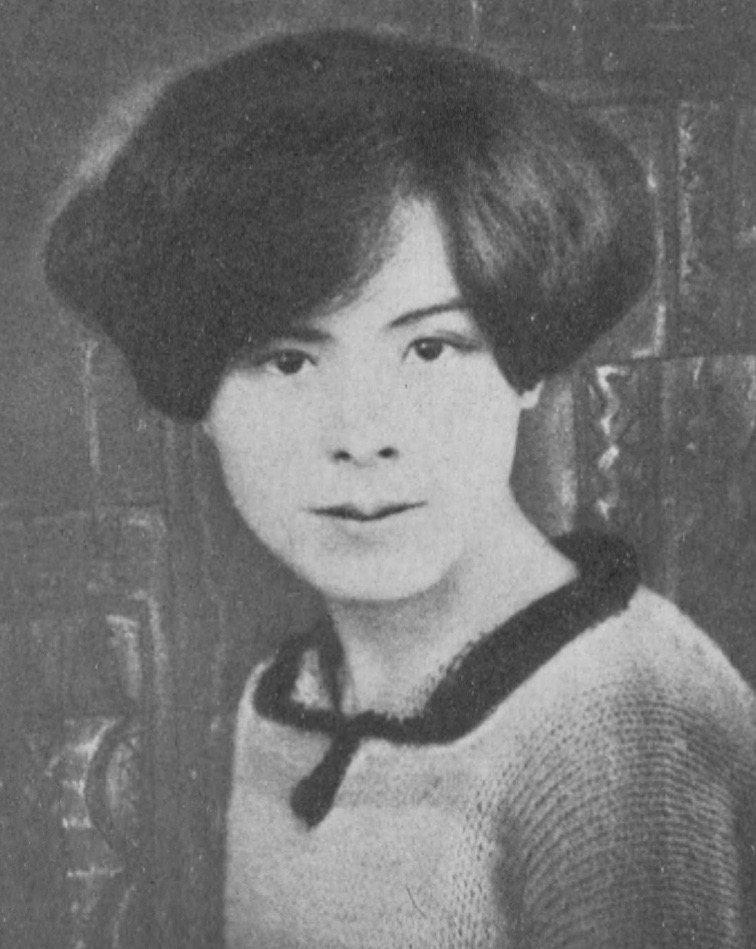
望月百合子（1929年）

望月 百合子（もちづき ゆりこ、1900年（明治33年）9月5日 - 2001年（平成13年）6月9日）は、日本の評論家。

## 来歴

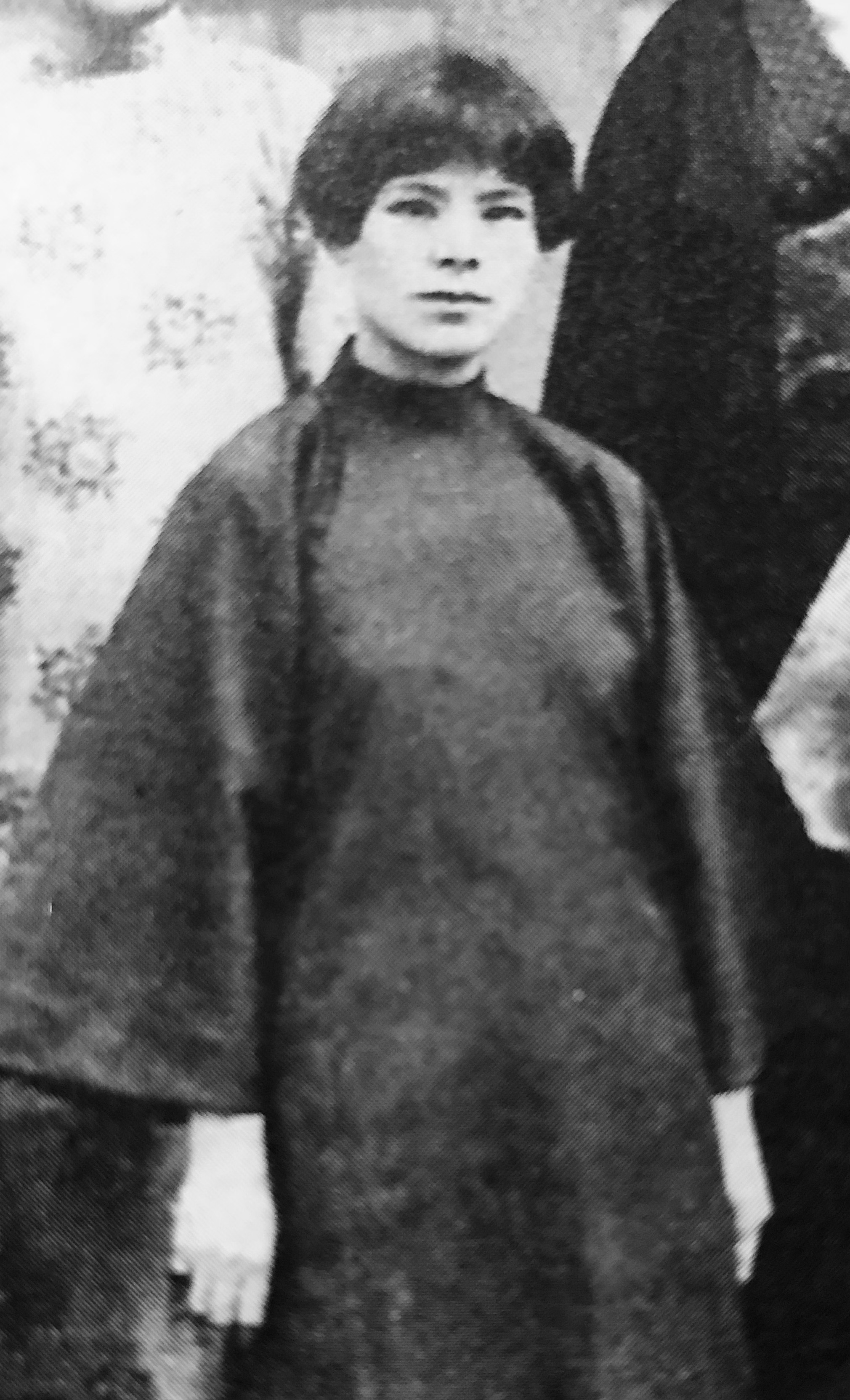
1930年1月、台湾の高雄にて。

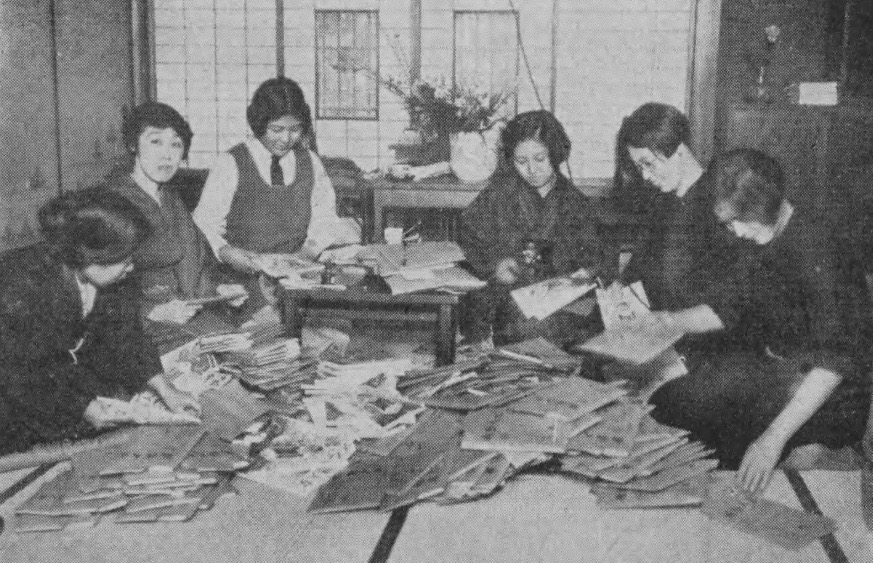
『女人藝術』の編集室。左から、生田花世、長谷川時雨、小池みどり、素川絹子、八木秋子、望月百合子。

山梨県南巨摩郡に生まれる。本名は古川百合。南巨摩郡鰍沢町長知沢（現・富士川町長知沢）の望月家の養子となる。
1907年（明治40年）4月には山梨師範付属小学校へ入学する。その後上京し、成女高等女学校（現・成女学園中学校・成女高等学校）へ入学する。女学校を卒業後、校長の宮田脩の紹介で読売新聞社に入社し、婦人記者となる。1921年（大正10年）よりパリ大学に国費留学、作家・アナーキストである石川三四郎の影響を受け、1925年（大正14年）3月の帰国後は百合子もアナーキストとして活動した。同年には山梨県出身者の文学者を中心に「山人会」を結成した。
1928年（昭和3年）、長谷川時雨の『女人藝術』の創刊に加わり論文を発表。
1930年（昭和5年）に『婦人戦線』を創刊し、ともに『ディナミック』の編集にあたっていた古川時雄と結婚した。ただし、この時点では未入籍であった。一足先に満州国へ渡っていた古川を当時の新京（後の長春市）に訪れ、そのまま『満洲新聞』の婦人欄・学芸欄記者となり、定住する。古川とはこの時期に入籍した。
敗戦後も現地に留まり、1948年（昭和23年）に中国・北京経由で引き揚げた。
戦後は翻訳に専念した。1988年（昭和63年）には山梨県立文学館建設懇話会委員長に就任し、山梨県立文学館設立にも携わる。1994年には現在の富士川町に所在する大法師公園における竹久夢二の歌碑設立にも尽力している。同年には古川時雄が死去する。
1996年（平性年）には鰍沢町名誉町民となる。1999年には、山梨県南巨摩郡鰍沢町（現・富士川町）に「望月百合子記念館」が開館した。2001年に死去。

## 著書
- 大陸に生きる 大和書店 1941
- 限りない自由を生きて ドメス出版 1988.3

## 共編著
- 新らしい神様の国 私は中共から帰って来た 富士書苑 1954
- 灰色の恐怖 中共は天国か地獄か 万里閣新社 1956
- 二〇世紀を自由に生きて 写真集望月百合子一〇〇歳のあゆみ 望月百合子写真集編集委員会編 ドメス出版 2000.9

## 翻訳
- タイース アナトオル・フランス 望月百合訳 新潮社 (現代仏蘭西文芸叢書) 1924
- ロマン派の絵画 ボードレエル 美術評論 ふらんす書房 1935-1936
- トロットと猫と犬 ア・リシュテンベルジェ ふらんす書房 1935
- かくされたる言葉 バハ・ウラ ふらんす書房 1937
- ヴィクトリア女王の娘 母娘の手紙を中心に F.ポンソンビ編 ZΩION社 1993.5